# SV Limburgia in het seizoen 1961/62
Het seizoen 1961/1962 was het achtste jaar in het bestaan van de Brunssumse betaaldvoetbalclub Limburgia. De club kwam uit in de Nederlandse Eerste divisie B en eindigde daarin op de zesde plaats. Tevens deed de club mee aan het toernooi om de KNVB Beker, hierin werd in de tweede ronde verloren van Sittardia (1–5).

## Wedstrijdstatistieken

### Eerste divisie B
|       | Be Quick | EBOH  | Elinkwijk | Enschedese Boys | Excelsior | Heerenveen | Heracles | Hermes DVS | Hilversum | HVC   | NOAD  | RBC   | SHS   | VSV   | Wageningen | Wilhelmina | ZFC   |
| ----- | -------- | ----- | --------- | --------------- | --------- | ---------- | -------- | ---------- | --------- | ----- | ----- | ----- | ----- | ----- | ---------- | ---------- | ----- |
| Thuis | 2 – 3    | 5 – 1 | 0 – 1     | 1 – 1           | 0 – 2     | 4 – 1      | 0 – 0    | 3 – 1      | 3 – 2     | 4 – 0 | 3 – 0 | 3 – 0 | 0 – 1 | 7 – 4 | 2 – 2      | 5 – 0      | 0 – 0 |
| Uit   | 1 – 4    | 0 – 0 | 4 – 2     | 5 – 1           | 1 – 2     | 2 – 1      | 4 – 2    | 1 – 1      | 2 – 3     | 2 – 3 | 0 – 2 | 4 – 2 | 0 – 1 | 1 – 1 | 0 – 1      | 0 – 3      | 2 – 1 |

### KNVB beker
| 2e ronde                                        | Sittardia                                                             | 5 – 1 (2 – 0) | Limburgia    |
| 31 maart 1962 Plaats: Sittard Sittardia-terrein | Thei Huisman 20', 78' Leo Wesolek 20' Math Schmeitz 49' Piet Quix 51' |               | 88' Wim Huis |

## Statistieken Limburgia 1961/1962

### Eindstand Limburgia in de Nederlandse Eerste divisie B 1961 / 1962
| Stand | Gespeeld | Gewonnen | Gelijk | Verloren | Punten | Doelpunten voor | Doelpunten tegen |
| ----- | -------- | -------- | ------ | -------- | ------ | --------------- | ---------------- |
| 6e    | 34       | 17       | 7      | 10       | 41     | 72              | 48               |

### Topscorers
| #                    | Naam             | Goal |
| -------------------- | ---------------- | ---- |
| 1.                   | Gène Gerards     | 20   |
| 2.                   | Hub Bisschops    | 9    |
| 3.                   | Jan Hoogen       | 8    |
| 4.                   | Gradus Hansen    | 7    |
| 4.                   | Willy Hofman     | 7    |
| 4.                   | Harm Posthuma    | 7    |
| 7.                   | Wim Huis         | 6    |
| 8.                   | Joep Strolenberg | 4    |
| 9.                   | Joop Hellemons   | 1    |
| 9.                   | Ben Thoen        | 1    |
| Onbekende doelpunten |                  |      |
| –                    | Onbekend         | 2    |
| Totaal               | Totaal           | 72   |

| #      | Naam     | Goal |
| ------ | -------- | ---- |
| 1.     | Wim Huis | 1    |
| Totaal | Totaal   | 1    |